# Koban-Kultur
Die Koban-Kultur ist eine spätbronzezeitliche und eisenzeitliche Kultur im Norden des Kaukasus. Sie wurde nach dem 1869 im Dorf Verchni Koban in Nordossetien entdeckten Gräberfeld benannt, das ungefähr 600 Bestattungen umfasste. Besondere Aufmerksamkeit fand der reiche Bronzeschmuck.
Die Koban-Kultur findet sich im heutigen Inguschetien, Ossetien, Kabardino-Balkarien und Tschetschenien. Unter dem Sammelbegriff Koban-Kolchis-Kultur wurden auch noch Funde aus dem Vorgebirge, aus Kolchis und Abchasien gerechnet.

## Abgrenzung
Nicht zu verwechseln ist die Koban-Kultur mit der früheren, westlicheren Novotitarovskaja-Kultur und der ebenfalls westlicheren, etwa zeitgleichen Maikop-Kultur entlang des Flusses Kuban und der ebenfalls etwa gleichzeitigen Kolchis-Kultur in westlichen Georgien, südlich des Großen Kaukasus. Alle genannten Kulturen waren wichtige, überregional exportierende Zentren eisenzeitlicher Metallurgie, besonders ausgeprägt die Koban- und Kolchis-Kultur, hatten allerdings verschiedene Stile, verschiedene regionale Ausbreitungen in der Großregion Kaukasien und verschiedene Trägergruppen.
Träger der Maikop- und Novototarovskaja-Kultur im nordwestlicheren Kaukasien waren nach wissenschaftlich allgemein anerkannten Indizien höchstwahrscheinlich Stammesverbände mit frühen Sprachformen der dort alteingesessenen nordwestkaukasischen Sprachfamilie. Träger der Kolchis-Kultur waren Stammesverbände mit frühen südkaukasischen Sprachen (wohl besonders der westlichen sanischen Sprachen, heute Mingrelisch und Lasisch, sowie des nördlicheren Swanischen, das heute in der Region dominierende Georgische breitete sich erst seit der Antike nach Westen aus). Die Träger der Koban-Kultur waren dagegen frühe Sprecher nachischer Sprachen, eines westlichen Sonderzweiges der nordostkaukasischen Sprachen (heute noch Tschetschenisch, Inguschisch und Batsisch), welche nach erhaltenen Toponymen, Hydronymen und antiken und mittelalterlichen Überlieferungen sich in der Eisenzeit noch weiter nach Westen ausbreiteten, etwa den gesamten mittleren Nordkaukasus umfassend, mit den Sprachgebieten der sich erst später in der Region etablierenden iranischen Sprache Ossetisch und der Turksprache Karatschai-Balkarisch und auch mit dem Gebiet der Kabardiner, die erst im Spätmittelalter vom Westen her einwanderten.

## Chronologie
| Phase | Datierung           | Verbreitung                                                  |
| ----- | ------------------- | ------------------------------------------------------------ |
| 1     | 12.–11. Jh. v. Chr. | Nordossetien, Tschetscheno-Inguschetien, Kabardino-Balkarien |
| 2     | 9.–7. Jh. v. Chr.   | gesamter mittlerer Kaukasus                                  |
| 3     | 7.–4. Jh. v. Chr.   | Nordkaukasus                                                 |

## Siedlungen
Siedlungen lagen meist auf Hügeln. Sie waren sorgfältig angelegt, mit einem rechtwinkligen Netz gepflasterter Straßen. Die recht großen Häuser waren rechteckig, auf einer Basis aus Stein standen lehmbeworfene Flechtwerkwände. Der Wohnteil der Häuser hatte einen Stampflehmboden und mehrere Herdstellen. In manchen der Häuser befanden sich auch Werkstätten. Teilweise befanden sich in den Häusern auch Stallungen.

## Bestattungen
Neben Flachgräbern und Bestattungen in Grabhügeln sind auch mit Steinen gepflasterte Schachtgräber bekannt. Meist handelt es sich um Einzelbestattungen. Die meisten Gräber enthalten reiche Beigaben, Gefäße, Waffen, Schmuck und Pferdegeschirr. Auch Pferdebestattungen sind bekannt. Ab dem 7. Jahrhundert v. Chr. finden sich in den Koban-Gräbern auch Gegenstände, die skythisch beeinflusst sind. Auch urartäische Importe finden sich gelegentlich.

## Materielle Kultur
Die Keramik ist handgemacht, meist schwarz und oft sorgfältig poliert. Eine Verzierung bestand meist aus geometrischen Mustern, es sind jedoch auch figürliche Darstellungen bekannt. Neben Gefäßen sind auch Tierfiguren und Spinnwirtel bekannt.
Typisch sind auch verzierte Äxte mit ausladender halbkreisförmiger Schneide und Gürtelbleche mit figürlichen Darstellungen, und bronzene Gürtelschnallen mit Spiralmustern.
Unter den Waffen finden sich Dolche mit pilzförmigem oder durchbrochenem Griff.

## Wichtige Fundorte
- Koban, Nordossetien, Gräberfeld
- Rekom, Nordossetien, Heiligtum
- Serschen-Jurt, Tschetscheno-Inguschetien, befestigte Siedlung
- Tli, Gräberfeld